# ويلينغتون روتشا
ويلينغتون روتشا (Wellington Rocha dos Santos) (مواليد 4 أكتوبر 1990) هو لاعب كرة قدم. يلعب مع منتخب تيمور الشرقية لكرة القدم.

## وصلات خارجية
- ويلينغتون روتشا على موقع رابطة كرة القدم اليابانية للمحترفين (اليابانية)
- ويلينغتون روتشا على موقع قاعدة بيانات كرة القدم.إي يو (الإنجليزية)
- ويلينغتون روتشا على موقع ناشيونال فوتبول تيمز (الإنجليزية)
- ويلينغتون روتشا على موقع Soccerway.com (الإنجليزية)

- National Football Teams